# Josef Klaus (Eishockeyspieler)
Josef „Sepp“ Klaus (* 24. Februar 1958 in Augsburg) ist ein ehemaliger deutscher Eishockeyspieler. Er war Verteidiger in der Bundesliga und in der deutschen Nationalmannschaft. Mit dem SB Rosenheim wurde er in der Saison 1984/85 Deutscher Meister.

## Karriere
Klaus begann 1976 seine Profilaufbahn beim Augsburger EV und wechselte 1979 zur Düsseldorfer EG. Er lief 111 Mal für die Mannschaft aus Düsseldorf auf und konnte dabei 48 Scorerpunkte erzielen. Nach zwei Jahren in Düsseldorf wechselte er zum Augsburger EV in die 2. Eishockey-Bundesliga, um diesen Verein nach nur einem Jahr in Richtung Rosenheim zum SB Rosenheim wieder zu verlassen. Bis zur Saison 1984/85 blieb er in Rosenheim und wurde mit der Mannschaft Deutscher Eishockeymeister 1985. Nach einem Jahr beim ECD Iserlohn unterschrieb er einen Vertrag bei dem Mannheimer ERC und wurde dort 1987 Deutscher Eishockey-Vizemeister. Er selbst steuerte 16 Scorerpunkte zum Saisonerfolg bei.
Vor der Saison 1988/89 wechselte er zum EHC Freiburg und hatte dort im in der Saison 1990/91 seine statistisch beste Bundesligasaison, in der er 36 Scorerpunkte erzielte. Nach diesem Jahr verließ er Freiburg und schloss sich dem Lokalrivalen Schwenninger ERC an. Nach drei Jahren im Schwarzwald beendete er 1994 seine Laufbahn.
Klaus lief insgesamt fünfmal für die deutsche Eishockeynationalmannschaft auf.

## Erfolge und Auszeichnungen
- 1976 Meister der 2. Bundesliga und Aufstieg in die Bundesliga mit dem Augsburger EV
- 1978 Meister der 2. Bundesliga und Aufstieg in die Bundesliga mit dem Augsburger EV
- 1980 Deutscher Vizemeister mit der Düsseldorfer EG
- 1985 Deutscher Meister mit dem SB Rosenheim

## Karrierestatistik
(Legende zur Spielerstatistik: Sp oder GP = absolvierte Spiele; T oder G = erzielte Tore; V oder A = erzielte Assists; Pkt oder Pts = erzielte Scorerpunkte; SM oder PIM = erhaltene Strafminuten; +/− = Plus/Minus-Bilanz; PP = erzielte Überzahltore; SH = erzielte Unterzahltore; GW = erzielte Siegtore; 1 Play-downs/Relegation; Kursiv: Statistik nicht vollständig)